# 英國 (諸侯國)
英国是中国历史上周朝的诸侯国，为皋陶之后裔，入春秋时期后沦为楚国的附庸，终为楚成王所灭。
《史記·十二諸侯年表》记载楚成王熊恽二十六年“灭六英”，即在楚成王熊恽二十六年，楚国灭英国与六国。